# Кашано (Сијена)
Кашано је насеље у Италији у округу Сијена, региону Тоскана.
Према процени из 2011. у насељу је живело 922 становника. Насеље се налази на надморској висини од 435 м.